# Capsicum frutescens
Capsicum frutescens L. è una pianta della famiglia delle Solanacee.
È una delle 5 specie principali del genere Capsicum, che comprende peperoni e peperoncini. 
All'interno della specie C. frutescens la variabilità di colore e forma dei frutti è bassa. Viene coltivato principalmente nella varietà Tabasco, per farne l'omonima salsa Tabasco.

## Descrizione
C. frutenscens è un arbusto a portamento eretto, simile ad un piccolo albero, alto da 0,5 fino a 2 metri nei paesi d'origine, con foglie lanceolate, verdi. I fiori, a corolla bianco-verdognolo, singoli, con stami viola, a 5 - 7 petali, compaiono all'ascella delle foglie, uno o più per nodo, in estate. Il frutto è un bacca, di colore verde all'inizio, con colorazioni del frutto maturo dal rosso-arancione al viola, passando per le varie tonalità di giallo, arancio e rosso.